# Grabice (gmina)
Grabice – dawna gmina wiejska istniejąca w latach 1973–1976 w woj. zielonogórskim (dzisiejsze woj. lubuskie). Siedzibą władz gminy były Grabice.
Gmina Grabice została utworzona 1 stycznia 1973 w powiecie lubskim w woj. zielonogórskim. 1 czerwca 1975 gmina weszła w skład nowo utworzonego (mniejszego) woj. zielonogórskiego.
15 stycznia 1976 gmina została zniesiona, a z jej obszaru (oraz z obszaru znoszonych gmin Wałowice i Stargard Gubiński) utworzono nową gminę Gubin (sołectwa Brzozów, Grabice, Jazów, Luboszyce, Markosice, Nowa Wioska, Polanowice, Późna, Sadzarzewice, Strzegów, Mielno, Wielotów i Węgliny); jedynie sołectwa Kumiałtowice i Wierzchno z gminy Grabice włączono do gminy Brody.